# Джаспер (Міннесота)
Джаспер (англ. Jasper) — місто (англ. city) в США, в округах Пайпстоун і Рок штату Міннесота. Населення — 610 осіб (2020).

## Географія
Джаспер розташований за координатами 43°51′0″ пн. ш. 96°23′57″ зх. д. / 43.85000° пн. ш. 96.39917° зх. д. (43.850107, -96.399070).  За даними Бюро перепису населення США в 2010 році місто мало площу 2,29 км², з яких 2,28 км² — суходіл та 0,01 км² — водойми. В 2017 році площа становила 2,65 км², з яких 2,64 км² — суходіл та 0,01 км² — водойми.

## Демографія
Згідно з переписом 2010 року, у місті мешкали 633 особи в 292 домогосподарствах у складі 166 родин. Густота населення становила 277 осіб/км².  Було 324 помешкання (142/км²).
Расовий склад населення:
| - 92,3 % — білих - 1,4 % — чорних або афроамериканців - 0,5 % — корінних американців - 3,0 % — осіб інших рас |

До двох чи більше рас належало 2,8 %. Частка іспаномовних становила 5,1 % від усіх жителів.
За віковим діапазоном населення розподілялося таким чином: 25,8 % — особи молодші 18 років, 51,8 % — особи у віці 18—64 років, 22,4 % — особи у віці 65 років та старші. Медіана віку мешканця становила 40,5 року. На 100 осіб жіночої статі у місті припадало 96,0 чоловіків;  на 100 жінок у віці від 18 років та старших — 92,6 чоловіків також старших 18 років.
Середній дохід на одне домашнє господарство  становив 66 723 долари США (медіана — 37 171), а середній дохід на одну сім'ю — 79 838 доларів (медіана — 53 875). За межею бідності перебувало 13,5 % осіб, у тому числі 13,7 % дітей у віці до 18 років та 17,3 % осіб у віці 65 років та старших.
Цивільне працевлаштоване населення становило 265 осіб. Основні галузі зайнятості: освіта, охорона здоров'я та соціальна допомога — 29,1 %, сільське господарство, лісництво, риболовля — 12,5 %, мистецтво, розваги та відпочинок — 9,8 %, транспорт — 7,9 %.